# Лерма
Лѐрма (на италиански и на пиемонтски: Lerma) е село и община в Северна Италия, провинция Алесандрия, регион Пиемонт. Разположено е на 293 m надморска височина. Населението на общината е 879 души (към 2011 г.).